# Phyxelida
Genre
Synonymes
- Haemilla Simon, 1909
- Amphigyrum Tullgren, 1910
- Amphigyrioides Strand, 1913

Phyxelida est un genre d'araignées aranéomorphes de la famille des Phyxelididae.

## Distribution
Les espèces de ce genre se rencontrent en Afrique australe, en Afrique de l'Est et dans l'Est de bassin méditerranéen.

## Liste des espèces
Selon World Spider Catalog (version 17.5, 13/09/2016) :
- Phyxelida abyssinica Griswold, 1990
- Phyxelida anatolica Griswold, 1990
- Phyxelida apwania Griswold, 1990
- Phyxelida bifoveata (Strand, 1913)
- Phyxelida carcharata Griswold, 1990
- Phyxelida crassibursa Griswold, 1990
- Phyxelida eurygyna Griswold, 1990
- Phyxelida irwini Griswold, 1990
- Phyxelida jabalina Griswold, 1990
- Phyxelida kipia Griswold, 1990
- Phyxelida makapanensis Simon, 1894
- Phyxelida mirabilis (L. Koch, 1875)
- Phyxelida nebulosa (Tullgren, 1910)
- Phyxelida pingoana Griswold, 1990
- Phyxelida sindanoa Griswold, 1990
- Phyxelida tanganensis (Simon & Fage, 1922)
- Phyxelida umlima Griswold, 1990

## Publication originale
- Simon, 1894 : Note sur les arthropodes cavernicoles du Transvaal. Annales de la Société entomologique de France, vol. 63, p. 63-67 (texte intégral).